# 河合良一
河合良一（日语：河合良一/かわい りょういち，1917年1月18日—2008年11月3日），日本企业家，厚生劳动大臣河合良成之子，曾任小松制作所会长、日中经济协会会长、日本经济团体联合会副会长。